# 斯台诺-阿波罗月坑
斯台诺-阿波罗月坑（Steno-Apollo）是月球表面一处地质特征，一座位于陶拉斯-利特罗谷中的陨石坑。1972年阿波罗17号任务期间，宇航员尤金·塞尔南和哈里森·施密特曾到访过它，任务过程中宇航员们简称它为“斯台诺月坑”。
斯台诺月坑的南面是埃默里月坑、西北分布有三叉戟月坑和鲍威尔月坑，在它的东北则是歇洛克月坑。
该陨坑是宇航员以丹麦科学家尼古拉斯·斯坦诺的名字所命名。

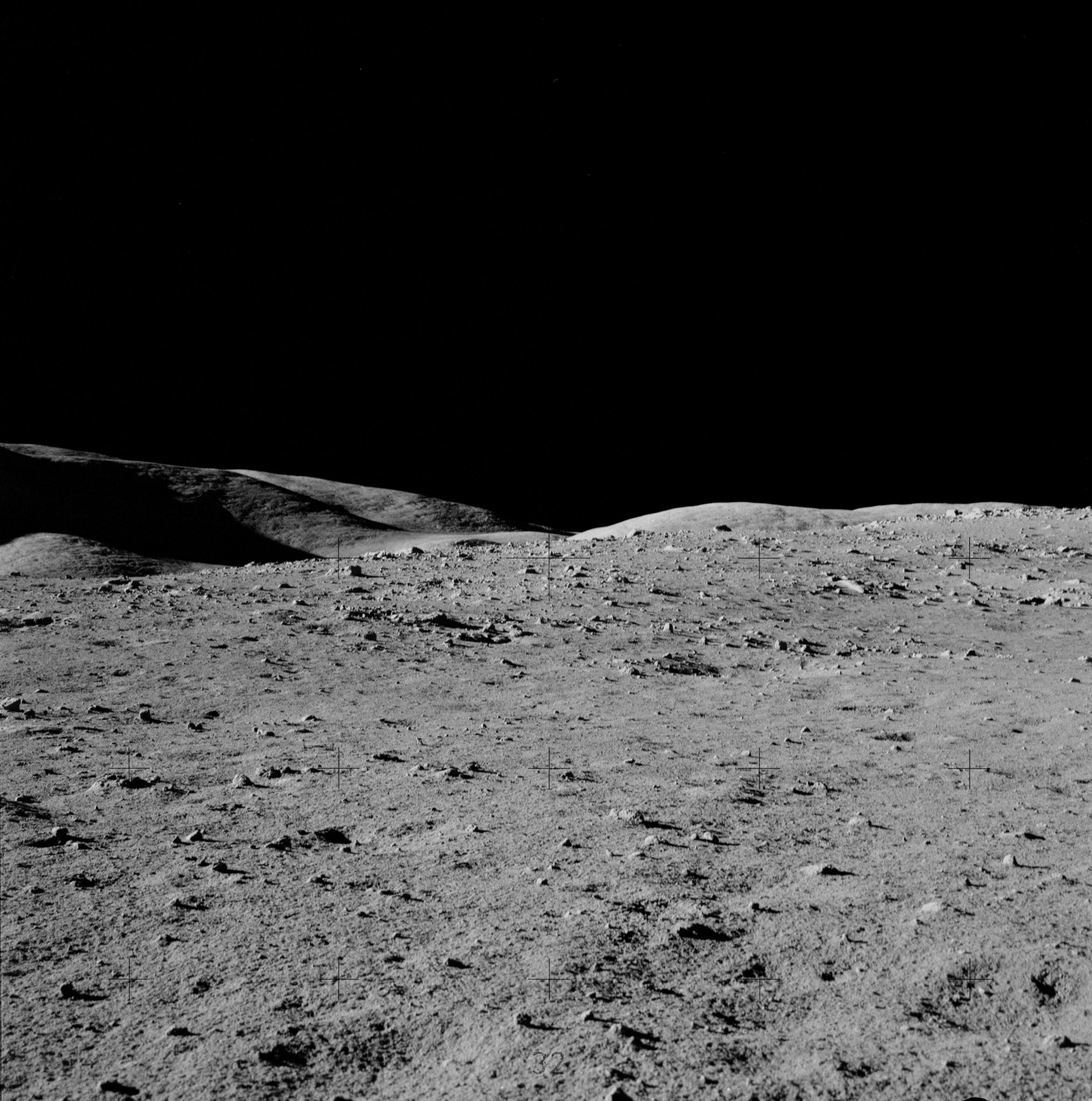
照片拍摄于斯台诺月坑边缘的1号科考点，接近地平线。

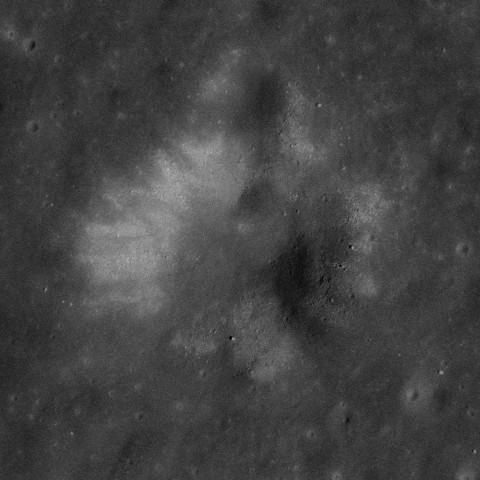
阿波罗17号全景相机照片